# Astroarheologie
Astroarheologia, creată de către Erich von Däniken, este o disciplină foarte controversată care vizează să cerceteze în vestigii ale civilizațiilor străvechi „dovezi” ale vizitelor extraterestre pe planeta noastră. Considerată ca pseudoștiință și șarlatinism de către comunitatea științifică, astroarheologia încearcă să se prezinte ca știință sprijinindu-se pe arheologie pentru a da amploare ufologiei.
Strâns legată de teoria vechilor astronauți, astroarheologia se interesează îndeosebi de frescele preistorice, de vestigiile vechi, de legendele și mărturiile orale cât și de formele stranii de relief prezente pe alte planete.